# Выдрино (посёлок, Бурятия)

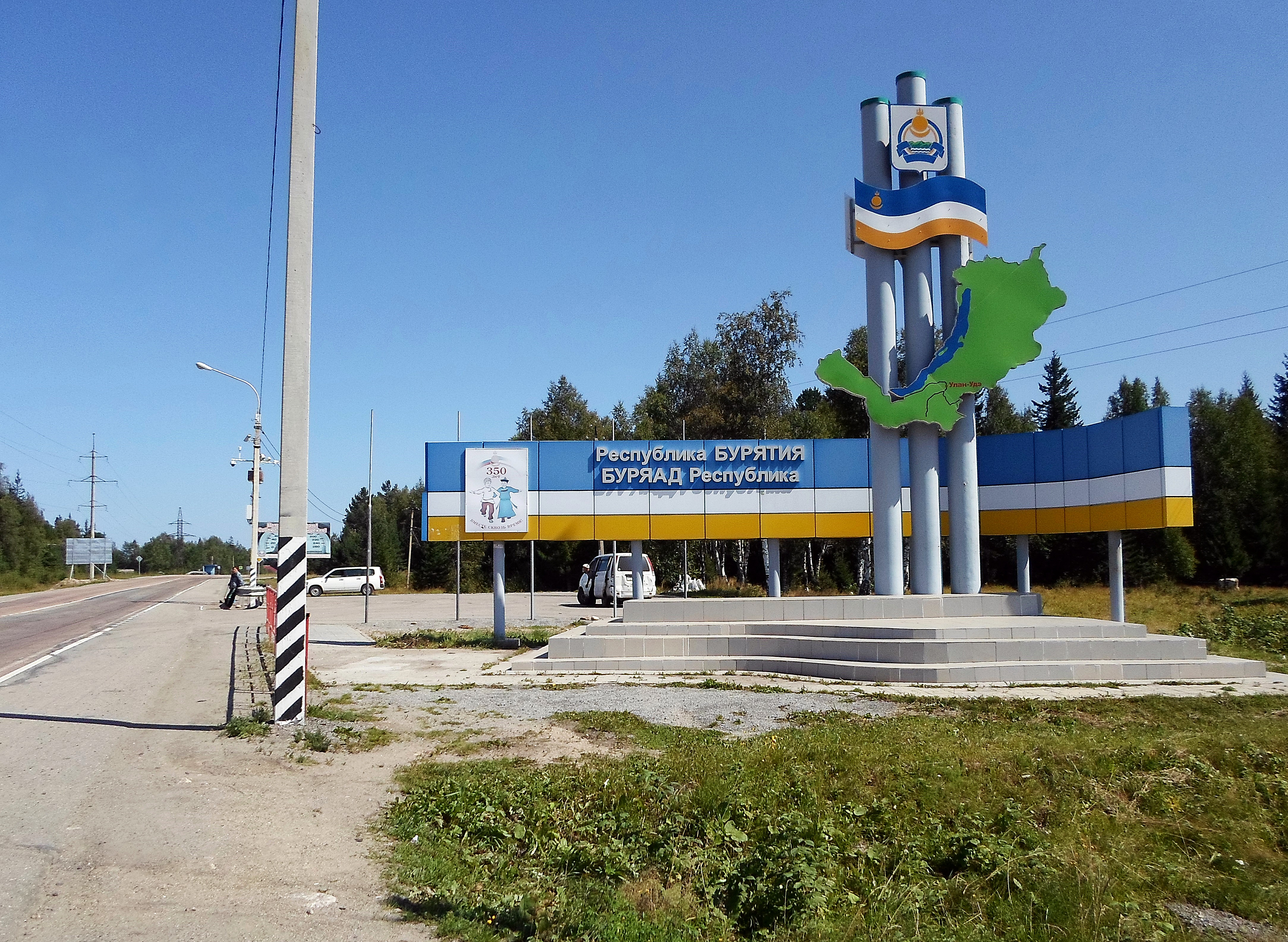
Автомагистраль «Байкал» в посёлке Выдрино. Въезд в Бурятию со стороны Иркутской области

Вы́дрино (бур. Халюута) — посёлок при станции в Кабанском районе Бурятии. Входит в сельское поселение «Выдринское».
В посёлке расположена станция Выдрино Восточно-Сибирской железной дороги на Транссибирской магистрали.

## География
Расположен на крайнем западе района, по реке Снежной граничит с Иркутской областью. Примыкает с юга к селу Выдрино — центру сельского поселения. Расстояние от станции до берега Байкала — 3,5 км. Через посёлок проходят Транссиб и автомагистраль Р258 «Байкал».

## История
Основан в 1902 году при строительстве восточного участка Кругобайкальской железной дороги.
В лагере общего режима вблизи посёлка 26 октября 1974 года ушёл из жизни известный буддист и проповедник буддизма Бидия Дандарон.

## Население
| 2002 | 2010 |
| ---- | ---- |
| 638  | ↗796 |